# Björn Jónsson
Björn Jónsson (født 8. oktober 1846 i Djúpadalur, død 24. november 1912) var en islandsk redaktør og politiker.
Jónsson grundlagde den islandske avis Isafold i 1874. Han var minister for Island fra 31. marts 1909 til 14. marts 1911. 
Hans søn Sveinn Björnsson blev Islands første præsident.